# (27678) 1981 EX3
A (27678) 1981 EX3 a Naprendszer kisbolygóövében található aszteroida. Schelte J. Bus fedezte fel 1981. március 2-án.